# Hatley (Quebec)
Hatley es un municipio canadiense situado en la provincia de Quebec.

## Superficie
Hatley tiene una superficie de 60,43 km².

## Demografía
En 2021, tenía 771 habitantes, una densidad poblacional de 12,8 hab./km², y 472 viviendas.